# Station Lengerich (Westf)
Station Lengerich (Westfalen) is een spoorwegstation in de Duitse plaats Lengerich. Het station werd in 1895 geopend aan de spoorlijn Wanne-Eickel - Hamburg.
Sinds 2007 wordt het station bediend door de Regionalbahn lijn RB 66 van de Westfalenbahn.